# Szyba (województwo lubuskie)
Szyba (dawn. Syba, niem. Scheibau) – wieś w Polsce położona w województwie lubuskim, w powiecie nowosolskim, w gminie Nowe Miasteczko nad rzeką Biała Woda na Wzgórzach Dalkowskich.

## Historia
Pierwsze wiadomości o alodium comitis pochodzą z lat 1220–1232. Następnie w 1295 r. pojawia się w dokumentach informacja dotyczących płacenia dziesięciny biskupowi wrocławskiemu. Do 1675 r. Szyba była własnością rodu von Zedlitz. Rok później majątek kupił Johann von Roeber. W 1681 r. należała do rodu Rechenberg. W 1686 roku wymienia się jako właściciela Kaspara von Reichenbacha. W 1703 roku majątek został sprzedany dla Balthasara Friedricha von Lüttwitz. Zaś w 1778 kupiła go Barbara Eleonora von Glaubitz, a od jej spadkobiercy Carla – Marie Sophie von Braun z domu Lehwald. Po pożarze folwarku w 1834 r. majątek został wystawiony na licytację i kupiony w 1841 przez Adolpha Nuemanna, deputowanego okręgu kożuchowskiego. Po pięćdziesięciu latach majątek nabył radca królewski Otto Sperberg. Ok. 1919 r. właścicielem stał się Paul Ciecierski, a po nim wdowa Angelike. Po wojnie majątek został przejęty przez PGR. We dworze mieściły się biura i świetlica. Nieużytkowany od 1967 r. W grudniu 1987 roku dwór od Skarbu Państwa kupiła rodzina Jachimowiczów, w której rękach pozostaje do dzisiaj. W 1997 roku Wojciech Jachimowicz utworzył w jednej z sal dworu Muzeum Instrumentów Muzycznych.
W latach 1975–1998 miejscowość administracyjnie należała do województwa zielonogórskiego.

## Zabytki

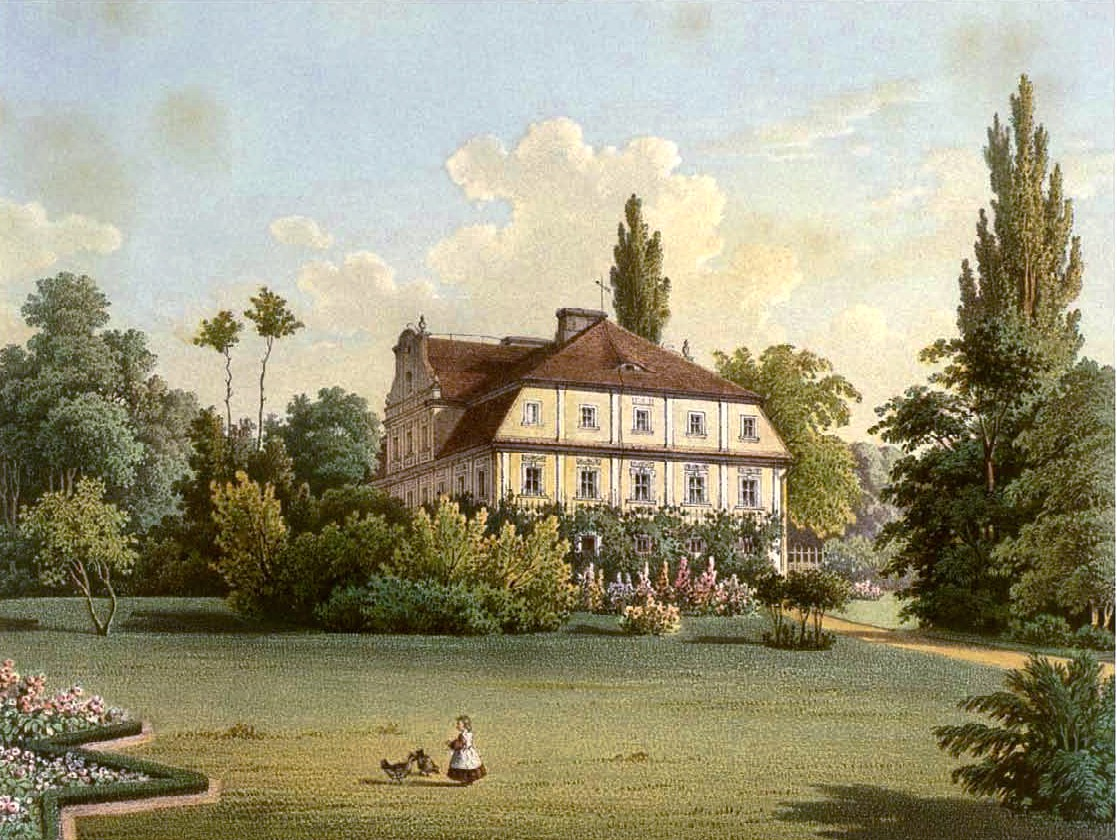
Dwór w Szybie z teki A. Dunckera

Do wojewódzkiego rejestru zabytków wpisany jest:
- dwór (nr rej.: 3133 z 10.08.1979). Zbudowany w 1797 roku na surowym korzeniu przez Marie Sophie Braun. W XIX wieku rycina dworu została umieszczona w szóstym tomie albumu Aleksandra Duncknera, co spowodowało, że stał się znany. Początkowo o wystroju barokowym, przebudowywany wielokrotnie uzyskał wystrój klasycystyczny. Podczas remontu usunięto prostokątne płyciny umieszczone dawniej nad i pod oknami oraz zmieniono formę wieńczącego szczytu. Na belkowaniu, którego podstawę stanowił gzyms, były wygięte spływy szczytu wieńczonego, przerwanego gzymsem z półkolistym zamknięciem. Przez całą wysokość szczytu biegły dwie lizeny, flankujące usytuowane pośrodku i przesklepione pełnym łukiem okno oraz umieszczony nad nim okulus. Całości dopełniały ozdobne wazy, ustawione symetrycznie na krawędziach gzymsów.

## Demografia
Liczba mieszkańców miejscowości w poszczególnych latach:
| Rok  | Ilość mieszkańców |
| ---- | ----------------- |
| 1998 | 187               |
| 2002 | 181               |
| 2009 | 159               |
| 2011 | 144               |
| 2021 | 133               |